# زين العابدين سلطان تيرنات
كان السلطان زين العابدين هو الملك الثامن عشر لولاية تيرنات في جزر الملوك في إندونيسيا الحديثة. الذي حكم بين عامي 1486-1500. وكان أول حاكم لجزيرة تيرنات يستخدم لقب سلطان في تيرنات، ليحل محل لقب كولانو الذي استخدمه سلفه. بالإضافة إلى ذلك، قام السلطان زين العابدين بإصلاح عادات وحكومة المملكة، وجعل الشريعة الإسلامية أساسًا. مما أدى من الناحية الفنية إلى تحويل تيرنات إلى مملكة إسلامية.

## أسرة
السلطان زين العابدين هو ابن كولانو مرهوم جابي باغونا الثاني، الملك السابع عشر في تيرنات. كان للسلطان زين العابدين زوجتان وستة أطفال، أحدهم قيسيل ليلياتور الذي خلفه فيما بعد سلطان تيرنات واتخذ اسم بيان الله. 

## حكم وأسلمة مالوكو
تلقى زين العابدين تعليمًا إسلاميًا منذ صغره، وكان والده كولانو مرهوم أول ملك من تيرنات اعتنق الإسلام. بتوجيه من تاجر وعالم يدعى داتو مولانا حسين، اكتسب زين العابدين معرفة الإسلام. مباشرة بعد تعيينه حاكماً، بدأ زين العابدين خطوات لجعل مملكة تيرنات مملكة إسلامية كاملة. بدأ هذه الخطوة باستبدال لقب كولانو (لقب الملك في تيرنات) بالسلطان.
في عام 1494، ذهب السلطان زين عابدين إلى جاوة لتعميق دراسته للإسلام في مدرسة سونن قيري. خلال إقامته في قيري، طور السلطان زين العابدين صداقات وتحالفات قوية مع الجاويين. هناك كان يُعرف باسم السلطان بوالاوا أو سلطان القرنفل، وكان محارب شجاع وعالم تقي. يقال أنه في وقت من الأوقات، عندما اندلع قاتل مجنون وبينما فر آخرون، واجهه سلطان القرنفل بلا خوف وقطع رأس القاتل بضربة واحدة من سيفه.
في طريق عودته إلى تيرنات من جافا توقف في ماكاسار وأمبون للتفاوض على اتفاقيات لمساعدة بعضهم البعض. من جاوة، أحضر معلمين إسلاميين، كان أبرزهم عالمًا مطّلعًا يُدعى توهوبال ساعد في نشر الثقافة الإسلامية وتأثير تيرنات في جميع أنحاء جزر الملوك.
من أهم جهود زين العابدين لتطوير الإسلام بصرف النظر عن إنشاء عدد من المدارس الإسلامية مع معلمين من علماء جاوة، هو تشكيل مؤسسة «جوليبي» أو «بوابة الآخرة» التي تتولى مساعدة السلطان في إدارة والإشراف على جميع الأمور المتعلقة بتنفيذ الشريعة الإسلامية في إقليم سلطنة تيرنات.
اتبع ملوك آخرون في جزر الملوك أسلمة السلطان زين العابدين.
توفي السلطان زين العابدين عام 1500 وخلفه ابنه سلطان بيان الله.